# Michael Ohanu
Michael Ohanu (* 1. Juni 1998 in Sabongari), mit vollständigen Namen Michael Ebuka Ohanu, ist ein nigerianischer Fußballspieler.

## Karriere
Michael Ohanu stand bis Ende März 2018 beim Kwara United FC unter Vertrag. Der Verein aus Ilorin spielte in der ersten nigerianischen Liga. Am 1. April 2018 wechselte er zum Ligakonkurrenten El-Kanemi Warriors nach Maiduguri. Hier stand er bis Jahresende unter Vertrag. Im Januar 2019 nahm ihn der ebenfalls in der ersten Liga spielende MFM FC (Mountain of Fire and Miracles FC) aus Lagos unter Vertrag. Nach einem halben Jahr wechselte er im Juli 2019 bis Ende September 2020 zu Akwa United nach Uyo. Sein ehemaliger Verein Kwara United verpflichtete ihn im September 2020. Nach einem Jahr ging er im September 2021 für eine Ablösesumme von 50.000 Euro in den Irak. Hier schloss er sich dem Erstligisten Al-Shorta SC an.